# Rambo (videogioco 1987)
Rambo è un videogioco d'azione prodotto dalla Pack-In-Video e pubblicato in America Settentrionale dalla Acclaim per Nintendo Entertainment System (NES) il 4 dicembre 1987 in Giappone, e nel maggio 1988 in America Settentrionale. È basato sul film Rambo 2 - La vendetta.

## Modalità di gioco
Il videogioco inizia con il comandante Murdoch che chiede a Rambo se vuole o meno lasciare la prigione ed iniziare la missione. Il giocatore ha la possibilità di scegliere la risposta, ma il gioco non avanza fino a che non ha scelto la risposta "si".
Il giocatore controlla il personaggio di Rambo che avanza lungo la base e parla con altri personaggi, sino ad arrivare nuovamente a Murdoch, che spiega la missione. A quel punto Rambo viene trasportato in una foresta, in cui deve combattere contro ragni ed altre creature. I boss finali di questo livello sono un ragno gigante ed un elicottero.
La sequenza finale mostra il personaggio lanciare un gigantesco carattere kanji (怒, Ikari) verso Murdoch, appena ritornato alla base, che inspiegabilmente trasforma Murdoch in una rana.